# Центральні гори

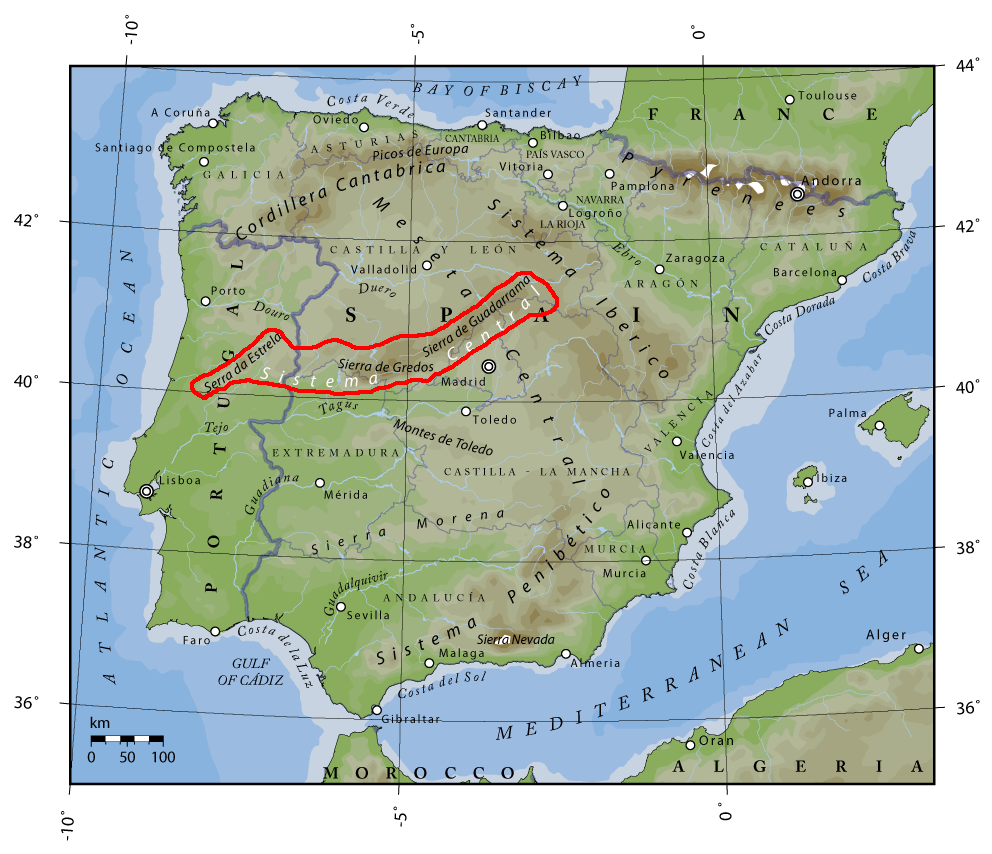
Центральні гори

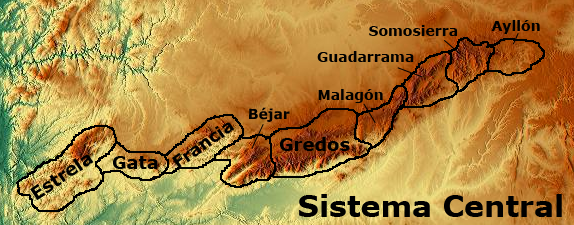
Основні хребти

Центра́льні го́ри, або Центральна система (ісп. Sistema Central) — ряд кулісоподібно розташованих хребтів в центральній частині Піренейського півострова, у межах Месети, г. ч. в Іспанії. Довжина бл. 400 км. Висоти до 2592 м (г. Альмансор). Укладені переважно гранітами і гнейсами, вершини вирівняні, схили круті.

## Назва
- Карпетанські гори (лат. Mons Carpetanus)
- Центральний гірський хребет (ісп. Cordillera Central)
- Кастилські гори (нім. Kastilisches Scheidegebirge)
- Центральні кордильєри (нім. Zentralkordillere)

## Складові
- Ештрельські гори (у Португалії)